# Vladimir Volkov
Vladimir Volkov (serbisch-kyrillisch Владимир Волков, * 6. Juni 1986 in Belgrad) ist ein ehemaliger montenegrinischer Fußballspieler und Fußballtrainer, der auch die serbische Staatsbürgerschaft besitzt. 

## Karriere

### Verein
Das Fußballspielen begann er mit sieben Jahren beim Amateurverein FK Radnički Belgrad. Nachdem er zunächst in den Drittligavereinen FK Radnički Belgrad (2004/2005) und FK Železničar Belgrad (2005/2006) gespielt hatte, wechselte er 2006 zum Zweitligisten FK BSK Borča, von wo er 2008 für einige Monate zum portugiesischen Verein Portimonense SC ausgeliehen wurde. In der Saison 2008/2009 wechselte er zum OFK Belgrad und 2009 zu Sheriff Tiraspol in der Republik Moldau/Transnistrien. Zur Saison 2011/2012 wechselte er zum serbischen Meister FK Partizan Belgrad. Im Sommer 2015 wechselte er nach Belgien zum KV Mechelen. Im Januar 2016 wurde er nach Polen an Lech Posen verliehen. Ab Sommer 2016 war er ein halbes Jahr ohne Verein, ehe ihn Anfang 2017 der FK Radnički Niš unter Vertrag nahm.

### Nationalmannschaft
2011 wurde er in die serbische Fußballnationalmannschaft berufen und spielte dort ein Freundschaftsspiel am 15. November 2011 gegen Honduras. Nachdem, nach Aussagen von Volkov, der serbische Verband kein weiteres Interesse an ihm zeigte, entschied er sich im Mai 2012, eine Berufung in die montenegrinische Fußballnationalmannschaft anzunehmen. Dort debütierte er in einem Freundschaftsspiel gegen Belgien am 26. Mai 2012.

### Trainer
Nach seiner Karriere als Spieler war Volkov zunächst beim FK Kolubara, dann beim FK Radnički 1923 im Trainerstab von Zoran Milinković als Co-Trainer tätig.

## Persönliches
Vladimir Volkov hat russische Urgroßeltern, die 1917 nach Serbien emigriert sind.